# Pi2 Pegasi
|  | No s'ha de confondre amb Pi1 Pegasi. |

Pi² Pegasi (π² Pegasi / π² Peg / 29 Pegasi) és un estel de la constel·lació del Pegàs de magnitud aparent +4,29. Forma una doble òptica amb π¹ Pegasi, encara que els dos estels no estan gravitacionalment lligats. La distància real entre ells és de 31 anys llum (47.000 ua), però es mouen per l'espai en direccions diferents i amb velocitats diferents, per la qual cosa es descarta que formen un veritable sistema binari.
Distant 252 anys llum del sistema solar, π² Pegasi és una gegant groga de tipus espectral F5III amb una temperatura superficial de 6.320 K. Llueix amb una lluminositat 92 vegades major que la lluminositat solar i el seu radi és 8 vegades més gran que el del Sol. Amb una massa de 2,5 masses solars, s'hi troba en un estat infreqüent dins de l'evolució estel·lar, amb un nucli inert d'heli abans d'iniciar la fusió d'aquest element. Així mateix, és una estrella amb embolcall, car hi és envoltada per un disc circumestel·lar de matèria. La seva velocitat de rotació és molt elevada per a un estel gegant (145 km/s), implicant un període de rotació igual o inferior a 1,8 dies. Aquestes característiques atípiques probablement són conseqüència del seu anterior estat evolutiu, quan encara era un estel de tipus B8 en ràpida rotació, i és el seu disc actual el romanent del disc d'una estrella Be (com η Centauri). La seva edat s'estima en 590 milions d'anys.